# Marcus Faison
Marcus Vondell Faison (Fayetteville, Texas, 18 de febrero de 1978) es un exjugador de baloncesto profesional de nacionalidad estadounidense y con pasaporte belga. Mide 1,96 m y jugaba tanto en la posición de Escolta como en la de Alero. Ha sido internacional absoluto con Bélgica. Faison ha sido un aútentico trotamundos del baloncesto, jugando en hasta diez países como han sido Bélgica, España, Filipinas, Irán, Finlandia, Georgia, Ucrania, Grecia, Alemania y Turquía.

## Biografía
En High School jugó en Irvin en el El Paso, Texas. Después jugó en los Siena Saints de Loudonville, Nueva York, pertenecientes a la NCAA durante cuatro temporadas desde 1996 a 2000. Fue el máximo anotador del equipo en los tres años consecutivos que se adjudicaron la Metro Atlantic Athletic Conference (1997-1998, 1998-1999 y 1999-2000). En el torneo de la NCAA de 1999 ganaron a los #4 cabeza de serie, la Universidad de Arkansas con 18 puntos suyos y cabaron con un récord de 25-6. Como sénior, lideró a Siena para llevalos a la segunda ronda del NIT con un récord de 24-9. Se graduó en el 2000 siendo el tercer máximo anotador de la historia de la universidad con 1.697 puntos. Fue nombrado All-MAAC First Team tres veces, MVP MAAC Tournament en 1999 y fue nombrado en el conference's 25th anniversary team en enero de 2006. Fue elegido en la ABA en la 6 ronda puesto 53 por Tampa Bay ThunderDawgs y fue elegido en la 6 ronda puesto 59 de la USBL por Pennsylvania con los que firmó en junio pero le despidieron ese mismo mes.
Tras no darle la oportunidad, dio el salto a Europa para fichar por el Go-Pass Pepinster de la Liga Belga equipo en el que jugó dos años.
Tras un breve paso por la USBL estadounidense en el año 2002 en las filas del Adirondack Wildcats, la temporada 2002/03 regresa a la liga belga fichando por el Spirou Charleroi, equipo con el que conseguiría los títulos de liga de 2003 y 2004, la copa en 2003 y el MVP en 2003 y 2005.
Permaneció en el Charleroi hasta que en la temporada 2006/07 se marcha a Alemania para jugar en el RheinEnergie Colonia de la Basketball Bundesliga donde ganó la Supercopa. Pocos meses después rescinde su contrato con el equipo teutón para acabar jugando esa misma temporada en el Unicaja Málaga de la ACB.
La temporada 2007/08 se marcha a Ucrania para jugar en el BC Kiev, equipo con el que logra los subcampeonatos de Liga y Copa.
La temporada 2008/09 la inicia en las filas del Beşiktaş Cola Turka de la liga turca, pero la mala situación financiera del equipo le lleva a abandonar el mismo y en enero de 2009 acaba fichando por el Vive Menorca de la ACB.
Después de finalizar su relación contractual con el club menorquí, el jugador de cara a la temporada 2009/10 se marcha a Grecia para jugar en el Peristeri de la liga HEBA.
Tras poco tiempo en Grecia, se va y firma con el BC Dnipro Dnipropetrovsk ucraniano con el que no permanece mucho tiempo tampoco. Acabó la temporada 2010-2011 regresando a Bélgica a las filas del BC Oostende. En fa temporada 2011-2012 fichó por un viejo conocido como es el RBC Verviers-Pepinster. No acabó la temporada y regresó a Ucrania, al BC Kryvbasbasket. 
No está mucho tiempo allí y acaba la temporada en el Petron Blaze Boosters filipino. La temporada 2013-2013 la empieza en el BC Armia georgiano para después jugar en el Esteghlal Zarin Qeshm iraní y en el KTP Basket Kotka finlandés. En la temporada 2014-2015 volvió a Bélgica y fichó por el Sint-Niklase Condors de segunda división.

## Selección nacional
Con la selección nacional belga disputó la fase de clasificación para el Eurobasket 2011 y también formó parte de Bélgica para disputar el propio Eurobasket 2011 en Lituania.